# Bosznia-Hercegovina a 2014. évi téli olimpiai játékokon
Bosznia-Hercegovina az oroszországi Szocsiban megrendezett 2014. évi téli olimpiai játékok egyik részt vevő nemzete volt. Az országot az olimpián 3 sportágban 5 sportoló képviselte, akik érmet nem szereztek.

## Alpesisí
Férfi
| Versenyző    | Versenyszám            | 1. futam      | 1. futam      | 2. futam      | 2. futam      | Összesítés | Összesítés |
| Versenyző    | Versenyszám            | Idő           | Hely.         | Idő           | Hely.         | Idő        | Helyezés   |
| ------------ | ---------------------- | ------------- | ------------- | ------------- | ------------- | ---------- | ---------- |
| Igor Laikert | Lesiklás               |               |               |               |               | 2:15,07    | 44.        |
| Igor Laikert | Műlesiklás             | 54,68         | 52.           | nem ért célba | nem ért célba | kiesett    | kiesett    |
| Igor Laikert | Óriás-műlesiklás       | nem ért célba | nem ért célba | kiesett       | kiesett       | kiesett    | kiesett    |
| Igor Laikert | Szuperóriás-műlesiklás |               |               |               |               | 1:24,20    | 50.        |
| Marko Rudić  | Műlesiklás             | nem ért célba | nem ért célba | kiesett       | kiesett       | kiesett    | kiesett    |
| Marko Rudić  | Óriás-műlesiklás       | 1:59,76       | 44.           | 55,94         | 24.           | 2:55,70    | 27.        |

| Versenyző    | Versenyszám | Lesiklás | Lesiklás | Műlesiklás | Műlesiklás | Összesítés | Összesítés |
| Versenyző    | Versenyszám | Idő      | Hely.    | Idő        | Hely.      | Idő        | Helyezés   |
| ------------ | ----------- | -------- | -------- | ---------- | ---------- | ---------- | ---------- |
| Igor Laikert | Összetett   | 1:59,76  | 44.      | 55,94      | 24.        | 2:55,70    | 27.        |

Női
| Versenyző      | Versenyszám      | 1. futam | 1. futam | 2. futam | 2. futam | Összesítés | Összesítés |
| Versenyző      | Versenyszám      | Idő      | Hely.    | Idő      | Hely.    | Idő        | Helyezés   |
| -------------- | ---------------- | -------- | -------- | -------- | -------- | ---------- | ---------- |
| Žana Novaković | Műlesiklás       | 59,79    | 35.      | 56,20    | 25.      | 1:55,99    | 26.        |
| Žana Novaković | Óriás-műlesiklás | 1:24,54  | 42.      | 1:23,24  | 38.      | 2:47,78    | 37.        |

## Biatlon
Női
| Versenyző     | Versenyszám   | Időeredmény   | Lövőhiba | Helyezés    |
| ------------- | ------------- | ------------- | -------- | ----------- |
| Tanja Karišik | 7,5 km sprint | 25:06,8       | 1 (1+0)  | 78.         |
| Tanja Karišik | 15 km egyéni  | nem ért célba | 1 (1)    | helyezetlen |

## Sífutás
Férfi
| Versenyző         | Versenyszám | Selejtező | Selejtező | Negyeddöntő | Negyeddöntő | Elődöntő | Elődöntő | Döntő         | Döntő         |
| Versenyző         | Versenyszám | Idő       | Hely.     | Idő         | Hely.       | Idő      | Hely.    | Idő           | Helyezés      |
| ----------------- | ----------- | --------- | --------- | ----------- | ----------- | -------- | -------- | ------------- | ------------- |
| Mladen Plakalović | 50 km       |           |           |             |             |          |          | nem ért célba | nem ért célba |
| Mladen Plakalović | Sprint      | 4:40,64   | 82.       | kiesett     | kiesett     | kiesett  | kiesett  | kiesett       | 82.           |

Női
| Versenyző     | Versenyszám | Eredmény | Helyezés |
| ------------- | ----------- | -------- | -------- |
| Tanja Karišik | 10 km       | 41:34,6  | 72.      |